# آشپزی لوکزامبورگی

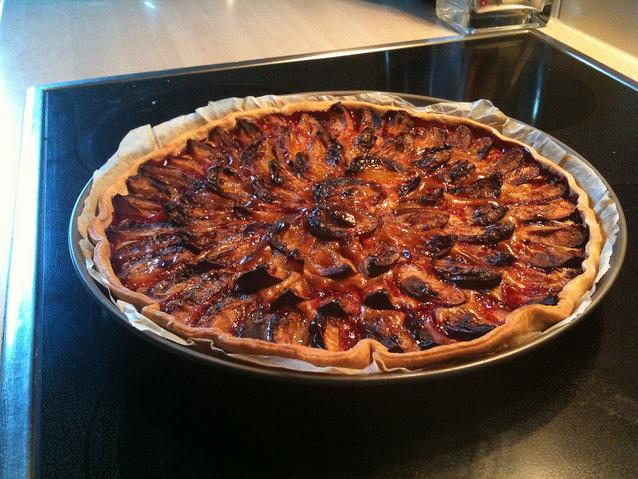
کویچنتارت (Quetschentaart)، خوراکی ویژه لوکزامبورگ

آشپزی لوکزامبورگی (انگلیسی: Cuisine of Luxembourg) بازتاب دهنده موقعیت کشور، بین کشورهای لاتین و ژرمن‌ها می‌باشد، که تحت تأثیر آشپزی کشورهای همسایه فرانسه، بلژیک و آلمان بوده‌است. این آشپزی در این اواخر، تحت تأثیر مهاجران ایتالیایی و پرتغالی در این کشور، قرار گرفته‌است. برخلاف خوراکی سطح بالای فرانسوی، بیشتر غذاهای روزمره و سنتی لوکزامبورگ، همانند آلمان، ریشه روستایی دارند.